# Paul Nguyễn Thanh Hoan
Paul Nguyễn Thanh Hoan (ur. 11 listopada 1939 w Nghệ An, zm. 18 sierpnia 2014) – wietnamski duchowny katolicki, biskup diecezji Phan Thiết w latach 2005-2009.

## Życiorys
Święcenia kapłańskie przyjął 29 kwietnia 1965 i został inkardynowany do diecezji Phan Thiết. Był m.in. dyrektorem sierocińca w Ðông Hà (1965-1970), proboszczem parafii w Tân Hà (1975-1999) oraz proboszczem i dziekanem w Hàm Tân (1999-2001).

### Episkopat
4 lipca 2001 został mianowany przez papieża Jana Pawła II biskupem koadiutorem diecezji Phan Thiết. Sakry biskupiej udzielił mu 11 sierpnia tegoż roku ówczesny ordynariusz tejże diecezji, bp Nicolas Huỳnh Văn Nghi. Rządy w diecezji objął 1 kwietnia 2005.
25 lipca 2009 papież Benedykt XVI przyjął jego rezygnację z urzędu.